# Magyar Imre (földbirtokos)
Ötömösi Magyar Imre (Dunaföldvár, 1791. május 19. – Szabadka, 1871. szeptember 22.) mezőgazdász, tanár, földbirtokos, városi képviselő.

## Élete
Magyar György (akinek apja, Boldizsár 1725-ben kapta az armalis nemességet) és Selestyei Anna fia. Iskoláit Kalocsán járta; innét mint papnövendék Bécsbe a Pázmáneumba ment; azonban a papnevelőből csakhamar kilépett és a mezőgazdaságot választott életpályájául. A keszthelyi Georgikon növendékei közé iratkozott be, ahol később egy évig tanárkodott; azután Festetics György gróf csáktornyai uradalmában lett intéző tiszt. Innét, kevéssel a grófnak 1819-ben történt halála után, Bars megyében Malonyay János báró nagymányai uradalmának igazgatását vette át. Itt hat évet töltött, midőn a báró Orczy család jankováci uradalmának felügyelője lett és ez állásában működött 1829-től 1847-ig, amikor az uradalom eladatván, őt nyugdíjazták és azután családjának és saját gazdasága vezetésének szentelte idejét. Tulajdon birtokai voltak az ötömösi pusztán, mely birtokáról 1840. október 8-án az ötömösi előnevet nyerte. Tagja volt 1845-ben a «Robot és dézsma» ügyében kitűzött jutalomra beérkett pályamunkák bíráló bizottságának. A gazdasági egyesület 1848. június 2-án megválasztotta választmányi tagnak. Az 1850. március 21-én az egyesületi vagyon rendbeszedését Heinrich N. Jánossal együtt ő eszközölte. 1848 előtt Bács-, Csongrád- és Heves megyék táblabírája volt és a két elsőnek gyűlésein és közügyeiben gyakran részt is vett. Az 1854. évi kataszteri felvétel alkalmával mint kataszteri kerületi igazgatófőnök működött. Az alkotmányos kormányzat alatt Bács- és Bodrog megye és Szabadka város közügyeiben élénk részt vett. Végrendeletében az írói segélyegyletnek 100 forintot és más jótékony célra szintén 100 forintot hagyott. Fogadott fia volt Magyar László, a híres afrikai utazó.

## Írásai
Cikkei a Gazdasági Tudósításokban (1841. IV. Észrevételek Márton József úrnak a gabonaüszögről, anya-rozsról, kalászokon fellelhető szipolyokról, és a zsizsikről a magyar gazdasági egyesülethez beadott értekezésére); a Magyar Gazdában (1844. II. 10. sz. Az óriási kendertermesztés Bács-Bodroghmegyékben, 1845. 43. sz. Benkő-eke.).